# Guangdong Nuzi Paiqiu Dui
Il Guangdong Nuzi Paiqiu Dui è un club femminile pallavolistico cinese, con sede a Jiangmen: milita nel campionato cinese di Chinese Volleyball League.

## Storia
Il Guangdong Nuzi Paiqiu Dui viene fondano nel 1958, come formazione provinciale gestita dal governo locale. Nei primi anni della propria storia, in assenza di un campionato professionistico, il club prende parte esclusivamente a tornei amatoriali. Con la nascita del campionato cinese, nel 1996, la squadra partecipa a tornei di livello locale per nove annate, prima di essere ripescata in Volleyball League A grazie all'allargamento del numero di squadre partecipanti alla massima serie.
Il debutto in massima serie arriva quindi nella stagione 2005-06, chiusa in sedicesima ed ultima posizione; medesimo risultato ottenuto nella stagione successiva, che sfocia così nella retrocessione in serie cadetta. Torna in massima serie nel 2014, grazie alla fusione con le concittadine del Guangdong Hengda, grazie alla quale l'Evergrande, proprietaria dell'altro club, resta in veste di sponsor fino al 2021. A partire dal campionato 2021-22 il club si trasferisce a Jiangmen. 